# Участники Поместного собора Русской православной церкви (2009)
В Поместном соборе участвуют все епархиальные и викарные архиереи (кроме почисленных на покой и находящихся под запрещением). Кроме них, от епархий выбирается по одному делегату от белого духовенства, от монашествующих и от мирян; от патриарших приходов избирается по одному клирику и одному мирянину.
Общее число делегатов — 711, из них граждане России — 44,8 %, Украины — 28,6 %, Белоруссии — 7,1 %, Молдовы — 3,5 %; епископов — 30,4 %, клириков — 40 %, мирян — 23,4 %; мужчин — 89,7 %, женщин — 10,3 %.

## Постоянные члены Священного Синода Русской Православной Церкви
- Местоблюститель Патриаршего Престола, митрополит Смоленский и Калининградский Кирилл (Гундяев)
- Митрополит Киевский и всея Украины Владимир (Сабодан)
- Митрополит Санкт-Петербургский и Ладожский Владимир (Котляров)
- Митрополит Минский и Слуцкий Филарет (Вахромеев)
- Митрополит Крутицкий и Коломенский Ювеналий (Поярков)
- Митрополит Калужский и Боровский Климент (Капалин)
- Митрополит Кишинёвский и всея Молдавии Владимир (Кантарян)

## Руководители Синодальных учреждений
- Митрополит Калужский и Боровский Климент (Капалин), управляющий делами Московской Патриархии
- Митрополит Смоленский и Калининградский Кирилл (Гундяев), председатель Отдела внешних церковных связей
- Протоиерей Владимир Силовьев, председатель Издательского Совета
- Архиепископ Верейский Евгений (Решетников), председатель Учебного комитета
- Архимандрит Иоанн (Экономцев), председатель Отдела религиозного образования и катехизации
- Митрополит Воронежский и Борисоглебский Сергий (Фомин), председатель Отдела по церковной благотворительности и социальному служению
- Архиепископ Белгородский и Старооскольский Иоанн (Попов), председатель Миссионерского отдела
- Протоиерей Димитрий Николаевич Смирнов, председатель Отдела по взаимодействию с Вооружёнными Силами и правоохранительными учреждениями
- Архиепископ Костромской и Галичский Александр (Могилёв), председатель Отдела по делам молодёжи

## Ректоры Духовных академий и ПСТГУ
- Архиепископ Верейский Евгений (Решетников), ректор Московской духовной академии и семинарии
- Епископ Гатчинский Амвросий (Ермаков), ректор Санкт-Петербургской духовной академии и семинарии
- Архиепископ Бориспольский Антоний (Паканич), ректор Киевской духовной академии и семинарии
- Игумен Иоасаф (Морза), ректор Минской духовной академии и семинарии
- Митрополит Кишинёвский и всея Молдавии Владимир (Кантарян), ректор Кишинёвской духовной академии и семинарии
- Протоиерей Владимир Николаевич Воробьёв, ректор Православного Свято-Тихоновского гуманитарного университета
- протоиерей Виктор Васильевич Бедь, ректор Ужгородской украинской богословской академии имени святых Кирилла и Мефодия[2], глава Христианско-народного союза Закарпатья, президент концерна «Срібна земля»

## От Духовных семинарий
- Протоиерей Владимир Георгиевич Чувикин[3], ректор Перервинской духовной семинарии
- Архимандрит Серафим (Раковский), ректор Одесской духовной семинарии
- Игумен Филарет (Сковородин), проректор по учебной работе Тобольской духовной семинарии
- Игумен Пётр (Путиев), преподаватель Хабаровской духовной семинарии
- Протоиерей Ростислав Леонидович Снигирёв, преподаватель Калужской духовной семинарии

## От мужских ставропигиальных монастырей
Наместники в епископском сане
- Епископ Сергиево-Посадский Феогност (Гузиков), викарий Московской епархии, наместник Свято-Троицкой Сергиевой Лавры
- Епископ Троицкий Панкратий (Жердев), викарий Московской епархии, наместник Спасо-Преображенского Валаамского монастыря
- Архиепископ Орехово-Зуевский Алексий (Фролов), викарий Московской епархии, наместник Новоспасского монастыря
- Епископ Люберецкий Вениамин (Зарицкий), викарий Московской епархии, наместник Николо-Угрешского монастыря

## От женских ставропигиальных монастырей
- Игумения Варвара (Трофимова), настоятельница Свято-Успенского Пюхтицкого монастыря
- Игумения Георгия (Щукина), настоятельница Горненского монастыря
- Игумения Филарета (Смирнова), настоятельница подворья Свято-Успенского Пюхтицкого монастыря в Москве
- Игумения Серафима (Волошина), настоятельница Иоанновского монастыря (Санкт-Петербург)
- Игумения Рафаила (Хильчук), настоятельница Свято-Троицкого Корецкого монастыря

## От Русской духовной миссии в Иерусалиме
- Архимандрит Тихон (Зайцев), начальник Русской духовной миссии в Иерусалиме

## Члены Комиссии по подготовке Поместного Собора Русской Православной Церкви
- Местоблюститель Патриаршего Престола митрополит Смоленский и Калининградский Кирилл (Гундяев), председатель Комиссии
- Митрополит Киевский и всея Украины Владимир (Сабодан)
- Митрополит Санкт-Петербургский и Ладожский Владимир (Котляров)
- Митрополит Минский и Слуцкий, Экзарх всея Беларуси Филарет (Вахромеев)
- Митрополит Крутицкий и Коломенский Ювеналий (Поярков)
- Митрополит Калужский и Боровский Климент (Капалин), управляющий делами Московской Патриархии, секретарь Комиссии
- Митрополит Кишинёвский и всея Молдовы Владимир (Кантарян)
- Митрополит Восточно-Американский и Нью-Йоркский Иларион (Капрал)
- Архиепископ Берлинско-Германский и Великобританский Марк (Арндт)
- Архиепископ Истринский Арсений (Епифанов)
- Архиепископ Верейский Евгений (Решетников)
- Архиепископ Белоцерковский и Богуславский Митрофан (Юрчук)
- Архиепископ Ставропольский и Владикавказский Феофан (Ашурков)
- Епископ Венский и Австрийский Иларион (Алфеев)
- Епископ Егорьевский Марк (Головков)
- Епископ Бронницкий Феофилакт (Курьянов)
- Епископ Шатурский Никодим (Чибисов)
- Протоиерей Владимир Иванович Диваков, заведующий Канцелярии Московской Патриархии
- Протоиерей Михаил Иванович Рязанцев, ключарь кафедрального соборного Храма Христа Спасителя
- Протоиерей Александр Александрович Абрамов, руководитель службы протокольного обеспечения мероприятий Московской Патриархии
- Протоиерей Владимир Андреевич Силовьев, председатель Издательского Совета
- Протоиерей Всеволод Анатольевич Чаплин, заместитель председателя Отдела внешних церковных связей Московского Патриархата
- Протоиерей Владислав Александрович Цыпин, профессор Московской духовной академии и семинарии
- Протоиерей Николай Владимирович Балашов, секретарь Отдела внешних церковных связей Московского Патриархата по межправославным отношениям
- Священник Георгий Анатольевич Рябых, и. о. секретаря Отдела внешних церковных связей Московского Патриархата по взаимоотношениям Церкви и общества
- Иеромонах Савва (Тутунов), преподаватель Московской духовной академии и семинарии
- Протодиакон Владимир Борисович Назаркин, руководитель службы Патриаршего протокола
- Пархаев Евгений Алексеевич, директор художественно-производственного предприятия «Софрино»
- Дерюжкина Наталья Александровна, главный бухгалтер Московской Патриархии

## Делегаты от епархий
1 — делегаты от духовенства, 2 — делегаты от монашествующих, 3 — делегаты от мирян и низшего клира. Прочерк означает отсутствие данных.

### Россия
Московская (городская) епархия
- Архиепископ Истринский Арсений (Епифанов), викарий Московской епархии
- Архиепископ Орехово-Зуевский Алексий (Фролов), викарий Московской епархии
- Епископ Домодедовский Евтихий (Курочкин), викарий Московской епархии, временный управляющий бывшими приходами РПЦЗ в России
- Епископ Красногорский Савва (Волков), викарий Московской епархии
- Епископ Дмитровский Александр (Агриков), викарий Московской епархии
- Епископ Люберецкий Вениамин (Зарицкий), викарий Московской епархии
- Епископ Егорьевский Марк (Головков), викарий Московской епархии
- Епископ Троицкий Панкратий (Жердев), викарий Московской епархии
- Епископ Шатурский Никодим (Чибисов), викарий Московской епархии

1. Протоиерей Леонид Васильевич Ролдугин, настоятель храма Рождества Христова в Измайлове, благочинный храмов Преображенского округа города Москва
2. Игумен Дамаскин (Орловский), клирик храма Покрова Пресвятой Богородицы на Лыщиковой горе, член Синодальной комиссии по канонизации святых
3. Пальцев Михаил Александрович, ректор Московской медицинской академии имени Сеченова, староста храма Архангела Михаила при Клиниках на Девичьем поле, доктор медицинских наук РАН, профессор[4]

Абаканская и Кызылская епархия
- Епископ Абаканский и Кызылский Ионафан (Цветков)

1. Протоиерей Сергий Владимирович Тимонов, секретарь епархиального управления, настоятель Спасо-Преображенского кафедрального собора города Абакан
2. Иеромонах Лазарь (Казанцев), благочинный храмов Северного округа, настоятель Михаило-Архангельского храма в посёлке Шира
3. Кичеев Борис Николаевич, юрист, бывший первый заместитель прокурора Хакасии[5], ктитор Знаменского храма-часовни в городе Абакан

Анадырская и Чукотская епархия
1. Священник Константин Михайлович Боровицкий, настоятель храма пророка Илии села Кепервеем Чукотского АО
2. Монахиня Серафима (Кудлай), распространитель иконной лавки Спасо-Преображенского храма города Анадыря[6]
3. Дедова Илона Николаевна, прихожанка Свято-Троицкого кафедрального собора города Анадыря

Архангельская и Холмогорская епархия
- Епископ Архангельский и Холмогорский Тихон (Степанов)

1. Протоиерей Вадим Владимирович Антипин, секретарь епархиального совета, настоятель Всехсвятского храма города Архангельска
2. Архимандрит Трифон (Плотников), настоятель Свято-Троицкого Антониево-Сийского мужского монастыря
3. Волохов Сергей Петрович, пресс-секретарь Архангельского епархиального управления

Астраханская и Енотаевская епархия
- Архиепископ Астраханский и Енотаевский Иона (Карпухин)

1. Протоиерей Михаил Михайлович Пристая, секретарь Астраханско-Енотаевской епархии, настоятель Покровского кафедрального собора города Астрахани
2. Игумен Пётр (Барбашов), наместник Иоанно-Предтеченского мужского монастыря города Астрахань
3. Додон Анатолий Гаврилович, директор филиала ФКП «Росгосцирк» «Астраханский государственный цирк», прихожанин храма Преображения Господня города Астрахань[7]

Барнаульская и Алтайская епархия
- Епископ Барнаульский и Алтайский Максим (Дмитриев)

1. Иерей Юрий Александрович Крейдун, настоятель Иоанно-Богословского храма города Барнаула, проректор по учебной работе Барнаульской Духовной Семинарии[8]
2. Монахиня Клавдия (Кремлёва), настоятельница Знаменского женского монастыря города Барнаул
3. Нижегородцев Юрий Михайлович, генеральный директор ООО «Юнифарм»[6], председатель АО МОФ «Вознесение» города Барнаул

Белгородская и Старооскольская епархия
- Архиепископ Белгородский и Старооскольский Иоанн (Попов)

1. Протоиерей Олег Николаевич Кобец, настоятель Преображенского кафедрального собора города Белгород, благочинный 1-го Белгородского округа
2. Иеромонах Агафангел (Белых), преподаватель Белгородской православной духовной семинарии, насельник Свято-Троицкого мужского монастыря села Холки Чернянского района
3. Стариков Виталий Алексеевич, автор и ведущий православных телепрограмм Белгородского государственного телевидения, народный артист РФ, прихожанин Смоленского собора города Белгорода

Биробиджанская и Кульдурская епархия
- Епископ Биробиджанский и Кульдурский Иосиф (Балабанов)

1. Игумен Иннокентий (Косарихин), секретарь Биробиджанского епархиального управления, настоятель Благовещенского кафедрального собора города Биробиджана
2. Монахиня Анастасия (Иванченко), настоятельница женского монастыря во имя святителя Иннокентия, митрополита Московского, в селе Раздольное Биробиджанского района ЕАО
3. Зубарев Константин Александрович, старший иподьякон[6], председатель региональной общественной организации «Православный молодёжный центр „Преображение“» Еврейской АО, город Биробиджан

Благовещенская и Тындинская епархия
- Архиепископ Благовещенский и Тындинский Гавриил (Стеблюченко)

1. Иерей Валерий Юрьевич Сырцов, настоятель Свято-Никольского храма в городе Свободный
2. Иеродиакон Савва (Кристинин), клирик Гариило-Архангельского мужского монастыря города Благовещенск
3. Брусов Николай Николаевич, иподиакон, клирик кафедрального собора Благовещения Пресвятой Богородицы города Благовещенск

Брянская и Севская епархия
- Епископ Брянский и Севский Феофилакт (Моисеев)

1. Протоиерей Павел Сергеевич Чикалин, настоятель храма в честь Преображения Господня (Спасо-Гробовского) города Брянска
2. Игумения Сергия (Ежикова), настоятельница Петро-Павловского женского монастыря города Брянск
3. Артюхов Алексей Алексеевич, заместитель начальника Таможенного поста МАПП «Троебортное» Брянской области

Владивостокская и Приморская епархия
- Архиепископ Владивостокский и Приморский Вениамин (Пушкарь)
- Епископ Уссурийский Сергий (Чашин), викарий Владивостокской епархии

1. Архимандрит Иннокентий (Третьяков), настоятель храма Покрова Пресвятой Богородицы города Уссурийск
2. Игумен Василий (Кулаков), наместник Свято-Троицкого Николаевского мужского монастыря посёлка Горные Ключи
3. Белоброва Лариса Дмитриевна, актриса, общественный деятель, член Попечительского совета Православной гимназии города Владивосток, прихожанка храма святых Кирилла и Мефодия города Владивосток[6]

Владимирская и Суздальская епархия
- Архиепископ Владимирский и Суздальский Евлогий (Смирнов)

1. Протоиерей Владимир Михайлович Трухачёв, настоятель Свято-Троицкого прихода села Арбузово Собинского района, благочинный церквей Камешковского района[6]
2. Архимандрит Нил (Сычёв), наместник Богородице-Рождественского мужского монастыря города Владимир
3. Трофимов Александр Николаевич, главный архитектор НПМ ОАО «Владимирреставрация»[9], епархиальный архитектор

Волгоградская и Камышинская епархия
- Митрополит Волгоградский и Камышинский Герман (Тимофеев)

1. Протоиерей Анатолий Михайлович Карпец, благочинный, настоятель Михаило-Архангельского прихода города Котово
2. Игумен Елисей (Фомкин), наместник Свято-Троицкого мужского монастыря села Каменный Брод Ольховского района, настоятель Иоанно-Кронштадтского прихода города Волгоград
3. Викулин Николай Григорьевич, председатель приходского совета храма Всех святых на Мамаевом кургане города Волгоград, председатель приходского совета Воскресенского храма посёлка Новожизненский

Вологодская и Великоустюжская епархия
- Архиепископ Вологодский и Великоустюжский Максимилиан (Лазаренко)

1. Протоиерей Игорь Викторович Шаршаков, настоятель прихода храма свт. Николая на Глинках города Вологды
2. Игумен Дионисий (Воздвиженский), наместник Спасо-Прилуцкого Димитриева мужского монастыря города Вологды
3. Федченко Лариса Витальевна, секретарь Епархиальной комиссии по религиозному образованию и катехизации, председатель приходского совета прихода храма Рождества Христова города Череповец[6]

Воронежская и Борисоглебская епархия
- Митрополит Воронежский и Борисоглебский Сергий (Фомин)

1. Архимандрит Андрей (Тарасов), секретарь епархии, настоятель Покровского кафедрального собора
2. Игумения Варвара (Сажнева)[Прим. 1], настоятельница Алексиево-Акатового женского монастыря города Воронеж
3. Макеев Николай Владимирович, проректор по учебной работе Воронежской духовной семинарии

Вятская и Слободская епархия
- Митрополит Вятский и Слободской Хрисанф (Чепиль)

1. Диакон Михаил Викторович Казаковцев, руководитель Информационно-издательского отдела, референт Вятской епархии, клирик Свято-Успенского кафедрального собора города Киров (Вятка)
2. Иеромонах Даниил (Кузнецов), благочинный Омутнинского округа Вятской епархии, настоятель Александро-Невского храма города Омутнинск
3. Тартышев Евгений Ананьевич, регент Архиерейского хора Свято-Успенского кафедрального собора города Киров (Вятка)

Екатеринбургская и Верхотурская епархия
- Архиепископ Екатеринбургский и Верхотурский Викентий (Морарь)

1. Протоиерей Владимир Николаевич Зязев, настоятель прихода во имя Рождества Христова города Екатеринбург, секретарь Епархиального управления[8]
2. Игумен Феодосий (Гажу), наместник мужского монастыря во имя Царственных Страстотерпцев в урочище Ганина Яма
3. Шевченко Елена Анатольевна, председатель приходского совета прихода во имя Рождества Христова города Екатеринбург

Екатеринодарская и Кубанская епархия
- Митрополит Екатеринодарский и Кубанский Исидор (Кириченко)
- Епископ Ейский Тихон (Лобковский), викарий Екатеринодарской епархии

1. Протоиерей Сергий Алексеевич Карпец, благочинный Крымского церковного округа, настоятель Михаило-Архангельского храма города Крымск
2. Иеромонах Исидор (Гахария), штатный священник Свято-Георгиевского храма города Краснодар
3. Чепель Михаил Иванович, исполнительный директор Итало-Российского Фонда Святителя Николая Чудотворца, одновременно первый заместитель председателя совета директоров швейцарской компании — «Европа-Свис», член Президиума Международного Лермонтовского фонда, заместитель ректора Свято-Алексеевской Иваново-Вознесенской духовной семинарии[10], прихожанин Свято-Никольского храма города Ейск

Иваново-Вознесенская и Кинешемская епархия
- Епископ Иваново-Вознесенский и Кинешемский Иосиф (Македонов)

1. Протоиерей Пётр Корнеевич Косянчук, настоятель Воскресенского храма города Вичуга и Введенского храма посёлка Филисово Родниковского района, благочинный 9-го благочиннического округа, председатель епархиальной дисциплинарной комиссии, член епархиального суда
2. Игумения Ольга (Соколова), настоятельница Свято-Успенского женского монастыря, директор Православной женской гимназии-пансиона в честь святой великой княгини Российской Ольги, заслуженный учитель РФ
3. Иванов Валерий Викторович, председатель Общественной палаты Ивановской области, член Президиума Общественного Совета Центрального Федерального округа, президент Ивановской областной общественной организации христианской молодёжи и семьи, генеральный директор Ивановского бюро международного туризма «Спутник», генеральный директор детского санаторного оздоровительного лагеря круглогодичного действия «Берёзовая роща»[11]

Ижевская и Удмуртская епархия
- Митрополит Ижевский и Удмуртский Николай (Шкрумко)

1. Протоиерей Виктор Григорьевич Костенков, заместитель настоятеля Свято-Михайловского Собора Ижевска, руководитель Епархиального отдела социального служения и Церковной благотворительности[6]
2. инокиня Зоя (Абдрахманова), настоятельница Мало-Дивеевского Серафимовского женского монастыря села Норья[6]
3. Фомин Юрий Витальевич, заместитель кладовщика Ижевского епархиального управления

Иркутская и Ангарская епархия
- Архиепископ Иркутский и Ангарский Вадим (Лазебный)

1. Игумен Максимилиан (Клюев), секретарь Иркутской епархии, благочинный 2-го Иркутского округа
2. Монахиня Евдокия (Щегорская), насельница Знаменского женского епархиального монастыря города Иркутск
3. Лутаенко Михаил Борисович, иконописец, прихожанин Знаменского собора города Иркутск

Йошкар-Олинская и Марийская епархия
- Архиепископ Йошкар-Олинский и Марийский Иоанн (Тимофеев)

1. Протоиерей Сергий Павлович Филонов, секретарь епархии, настоятель Успенского храма города Йошкар-Ола[6]
2. Архимандрит Давид (Кораблёв), наместник Богородице-Сергиевой пустыни
3. Герасимова Лидия Леонидовна, педагог-организатор Дворца Творчества Детей и Молодёжи в Йошкар-Оле, руководитель Центра духовно-нравственного воспитания «Светоч», Заслуженный работник образования Республики Марий Эл[12], сотрудник епархиального отдела образования[6]

Казанская и Татарстанская епархия
- Архиепископ Казанский и Татарстанский Анастасий (Меткин)

1. Протоиерей Иоанн Петрович Антипов, благочинный Лениногорского округа, настоятель Троицкого храма города Лениногорск
2. Игумен Глеб (Владимиров), наместник Свято-Вознесенского Макарьевского мужского монастыря
3. Камалетдинов Эдуард Рафаилович, председатель приходского совета прихода преподобного Сергия Радонежского города Казань

Калужская и Боровская епархия
- Митрополит Калужский и Боровский Климент (Капалин)
- Архиепископ Людиновский Георгий (Грязнов), викарий Калужской епархии

1. Протоиерей Андрей Владимирович Лобашинский, благочинный 4-го (Малоярославецкого) округа[8], настоятель храма в честь Покрова Богородицы в селе Карижа Малоярославецкого района
2. Архимандрит Донат (Петенков), председатель епархиальной комиссии по взаимодействию с учреждениями Министерств обороны, внутренних дел и юстиции на территории Калужской области, председатель приходского совета храма в честь святых Жен-Мироносиц города Калуга
3. Богомолова Марина Викторовна, сотрудник епархиального Информационно-издательского центра, редактор православной молодёжной газеты «Вера молодых»

Кемеровская и Новокузнецкая епархия
- Епископ Кемеровский и Новокузнецкий Аристарх (Смирнов)

1. Протоиерей Димитрий Михайлович Мошкин, секретарь Кемеровского епархиального управления
2. Игумен Пимен (Сапрыкин), настоятель Свято-Пантелеимоновского мужского монастыря села Безруково
3. Павлюк Иван Васильевич, юрисконсульт Кемеровского епархиального управления

Костромская и Галичская епархия
- Архиепископ Костромской и Галичский Александр (Могилёв)

1. Иерей Андрей Александрович Казарин, секретарь Епархиального совета Костромской епархии
2. Игумения Алексия (Ремизова), настоятельница Троице-Сыпанова Пахомиево-Нерехтского женского монастыря
3. Овчинников, Олег Николаевич, секретарь Костромского епархиального управления, регент, заслуженный деятель искусств Российской Федерации[13].

Красноярская и Енисейская епархия
- Архиепископ Красноярский и Енисейский Антоний (Черемисов)

1. Протоиерей Евгений Григорьевич Фролов, благочинный церквей Ачинского округа, настоятель Свято-Казанского собора города Ачинск[6]
2. Игумен Нектарий (Селезнёв), настоятель Свято-Троицкого собора, наместник Свято-Успенского мужского монастыря, эконом Красноярского Епархиального управления[6]
3. Фокин Владимир Александрович, главный врач Городской Клинической Больницы № 20 города Красноярск, депутат Красноярского Городского Совета[6]

Курганская и Шадринская епархия
- Архиепископ Курганский и Шадринский Константин (Горянов)

1. Протоиерей Николай Степанович Чирков, настоятель Богоявленского прихода города Курган
2. Игумен Варнава (Аверьянов), наместник Свято-Успенского Далматовского мужского монастыря
3. Чтец Павлюченко Константин Сергеевич, личный секретарь управляющего Курганской епархией, кандидат богословия[6]

Курская и Рыльская епархия
- Архиепископ Курский и Рыльский Герман (Моралин)

1. Протоиерей Василий Феодосьевич Жданов, настоятель Никольского храма села Зуевка, благочинный Солнцевского церковного округа Курской епархии
2. Игумен Вениамин (Королёв), наместник Курской-Коренной Рождества Пресвятой Богородицы мужской пустыни
3. Шаповалов Александр Игоревич, заместитель начальника Управления по взаимодействию с политическими партиями и общественными организациями администрации Курской области, прихожанин Сергиево-Казанского храма Курска[6]

Липецкая и Елецкая епархия
- Епископ Липецкий и Елецкий Никон (Васин)

1. Протоиерей Василий Алексеевич Бильчук, настоятель Христо-Рождественского кафедрального собора города Липецк, секретарь Липецкой епархии
2. Архимандрит Иосиф (Пальчиков), духовник Свято-Дмитриевского Троскуровского Иларионовского женского монастыря
3. Коняева Галина Ивановна, заведующая эндокринологическим отделением Липецкой областной клинической больницы, личный врач правящего архиерея[6]

Магаданская и Синегорская епархия
- Епископ Магаданский и Синегорский Гурий (Шалимов)

1. Протоиерей Сергий Леонидович Барицкий, секретарь епархии, настоятель кафедрального собора Сошествия Святого Духа на апостолов
2. Игумения София (Постельняк), настоятельница Покровского женского монастыря
3. Рыжов Станислав Павлович, член Союза журналистов РФ, главный редактор городской газеты «Вечерний Магадан», редактор епархиальной газеты «Колымская лампада», преподаватель воскресной школы для взрослых, чтец

Майкопская и Адыгейская епархия
- Архиепископ Майкопский и Адыгейский Пантелеимон (Кутовой)

1. Протоиерей Геннадий Борисович Макаренко, настоятель Троицкого кафедрального собора города Майкоп, секретарь епархии[6]
2. Игумен Герасим (Буняев), настоятель Свято-Михаило-Афонской Закубанской пустыни на хуторе Победа Майкопского района
3. Быков Андрей Юрьевич, Председатель правления благотворительного Фонда святителя Николая Чудотворца, почётный гражданин Майкопа[6]

Московская (областная) епархия
- Митрополит Крутицкий и Коломенский Ювеналий (Поярков)
- Архиепископ Можайский Григорий (Чирков), викарий Московской епархии
- Епископ Видновский Тихон (Недосекин), викарий Московской епархии
- Епископ Сергиево-Посадский Феогност (Гузиков), викарий Московской епархии
- Епископ Серпуховской Роман (Гаврилов), викарий Московской епархии

1. Протоиерей Александр Владимирович Ганаба, секретарь Московского епархиального управления, настоятель Троицкого собора города Подольск Московской области
2. Игумения Маргарита (Феоктистова), настоятельница Богородице-Смоленского Новодевичьего монастыря города Москва
3. Степанов Валерий Александрович, проректор Коломенской духовной семинарии по учебной части

Мурманская и Мончегорская епархия
- Архиепископ Мурманский и Мончегорский Симон (Гетя)

1. Протоиерей Иоанн Васильевич Баюр, благочинный Мончегорского округа, настоятель Вознесенского кафедрального собора города Мончегорска
2. Иеромонах Геронтий (Чудневич), насельник Трифонов-Печенгского мужского монастыря
3. Большакова Надежда Павловна, писатель, общественный деятель, заведующая Музеем саамской литературы и письменности, член Литературного совета Баренцева региона[14], прихожанка Покровской церкви посёлка Ревда, ответственный редактор епархиальной «Православной миссионерской газеты»[6]

Нижегородская и Арзамасская епархия
- Архиепископ Нижегородский и Арзамасский Георгий (Данилов)

1. Протоиерей Игорь Алексеевич Пономарёв, секретарь Нижегородской епархии
2. Игумения Сергия (Конкова), настоятельница Свято-Троицкого Серафимо-Дивеевского женского монастыря
3. Поляков Николай Феодорович, руководитель УФНС РФ по Нижегородской области, ктитор храма Рождества Пресвятой Богородицы села Катунки Чкаловского района Нижегородской области

Новгородская и Старорусская епархия
- Архиепископ Новгородский и Старорусский Лев (Церпицкий)

1. Протоиерей Игорь Николаевич Беловенцев, благочинный Новгородского округа, настоятель Покровского собора города Великий Новгород
2. Игумения Алексия (Симдянкина), настоятельница Спаса-Преображенского Варлаама-Хутынского женского монастыря
3. Григорьева Наталья Васильевна, председатель комитета культуры, туризма и архивного дела Новгородской области[15], член приходского совета Софийского кафедрального собора города Великий Новгород

Новосибирская и Бердская епархия
- Архиепископ Новосибирский и Бердский Тихон (Емельянов)

1. Протоиерей Александр Владимирович Новопашин, настоятель Александро-Невского собора, руководитель информационно-консультационного центра по вопросам сектантства
2. Игумен Артемий (Снигур), наместник Михаило-Архангельского мужского монастыря села Козиха Ордынского района Новосибирской области, руководитель епархиального Отдела по архитектуре, строительству и земельным вопросам[6]
3. Панин Леонид Григорьевич, профессор, доктор филологических наук, декан гуманитарного факультета Новосибирского государственного университета, заведующий кафедрой древних языков, прихожанин храма Всех святых в земле Российской просиявших в Новосибирском Академгородке[6].

Омская и Тарская епархия
- Митрополит Омский и Тарский Феодосий (Процюк)

1. Протоиерей Михаил Михайлович Вивчар, благочинный Омского округа Омско-Тарской епархии, настоятель Свято-Никольского собора города Омск
2. Игумен Серафим (Максимов), благочинный церквей Саргатского района Омской области, настоятель Свято-Никольского мужского монастыря в рабочем посёлке Саргатка[16]
3. Баженов Виктор Степанович, государственный служащий, Кандидат геолого-минералогических наук[17], исполнительный директор Фонда воссоздания памятника истории и культуры Омской области Успенского кафедрального собора, экс-руководитель внешнеэкономическим ведомством Омской области[18]

Оренбургская и Бузулукская епархия
- Митрополит Оренбургский и Бузулукский Валентин (Мищук)

1. Игумен Симеон (Холодков), настоятель Петропавловского собора города Новотроицка, благочинный города Орск[6]
2. Монахиня Пантелеимона (Кривенкова), настоятельница Свято-Тихвинского Богородицкого женского монастыря города Бузулук
3. Пилипчук Евгений Васильевич, председатель приходского совета храма Архистратига Божия Михаила села Архангеловка Оренбургского района

Орловская и Ливенская епархия
- Епископ Орловский и Ливенский Иероним (Чернышов)

1. Иерей Алексий Фёдорович Власов, благочинный храмов города Орла и настоятель Архиерейского подворья — храма Иверской иконы Божией Матери города Орёл[6]
2. Иеромонах Александр (Маслов), наместник Свято-Духова мужского монастыря села Задушное Новосильского района Орловской области
3. Бурлаков Виктор Викторович, старший иподиакон-референт епископа Орловского и Ливенского

Пензенская и Кузнецкая епархия
- Архиепископ Пензенский и Кузнецкий Филарет (Карагодин)

1. Протоиерей Алексей Петрович Попков, духовник Пензенской епархии, священник Успенского кафедрального собора города Пенза
2. Архимандрит Тит (Бородин), благочинный монастырей Пензенской епархии, наместник Нижнеломовского Казанско-Богородицкого мужского монастыря
3. Шалаев Сергей Васильевич, художник[19], прихожанин Успенского кафедрального собора города Пензы

Пермская и Соликамская епархия
- Епископ Пермский и Соликамский Иринарх (Грезин)

1. Иерей Андрей Владимирович Петров, проректор по учебной работе Пермского Духовного Училища, ключарь Свято-Троицкого кафедрального Собора[6]
2. Игумен Варфоломей (Сибиряков), наместник Пермского Свято-Троице Стефанова мужского монастыря, руководитель молодёжного движения «Православная молодёжь Перми»[6]
3. Гоголин Николай Александрович, проректор по воспитательной работе Пермского Духовного Училища, кандидат социологических наук, руководитель епархиальной пресс-службы, доцент кафедры теории и практики управления Пермского филиала Уральской Академии государственной службы[6]

Петрозаводская и Карельская епархия
- Архиепископ Петрозаводский и Карельский Мануил (Павлов)

1. Протоиерей Олег Михайлович Скляров, наместник Крестовоздвиженского собора города Петрозаводска, руководитель епархиального отдела по взаимодействию с органами здравоохранения и диаконического служения[6]
2. Иеромонах Тит (Буканов), исполняющий обязанности наместника Митрофаниевской пустыни
3. Шеверталов Виктор Иванович, сотрудник епархиального управления, помощник архиепископа Петрозаводского и Карельского по экономическим вопросам, генеральный директор ЗАО «Преображение»[6]

Петропавловская и Камчатская епархия
- Архиепископ Петропавловский и Камчатский Игнатий (Пологрудов)

1. Иерей Ярослав Степанович Левко, настоятель храма святых апостолов Петра и Павла в городе Петропавловске-Камчатском
2. Иеромонах Антоний (Жуков), наместник мужского Свято-Пантелеимонова монастыря города Петропавловск-Камсатский
3. Неверова Марьяна Сергеевна, руководитель отдела образования Петропавловской и Камчатской епархии

Псковская и Великолукская епархия
- Митрополит Псковский и Великолукский Евсевий (Саввин)

1. Протоиерей Иоанн Александрович Муханов, настоятель Свято-Троицкого кафедрального собора города Псков
2. Архимандрит Тихон (Секретарёв), наместник Свято-Успенского Псково-Печерского монастыря
3. Мартыненко Галина Ивановна, главный бухгалтер Свято-Троицкого кафедрального собора

Ростовская и Новочеркасская епархия
- Архиепископ Ростовский и Новочеркасский Пантелеимон (Долганов)

1. Протоиерей Алексий Иванович Демидов, настоятель Вознесенского прихода города Батайска Ростовской области, благочинный Азовского Округа[6]
2. Игумен Макарий (Зеленков), наместник Свято-Донского Старочеркасского мужского монастыря
3. Саввиди Иван Игнатьевич, заместитель председателя комитета Государственной думы РФ по бюджету и налогам, председатель Попечительского совета благотворительного фонда «Православный Дон», владелец ОАО «Донской табак»[6]

Рязанская и Касимовская епархия
- Архиепископ Рязанский и Касимовский Павел (Пономарёв)

1. Протоиерей Николай Алексеевич Сорокин, настоятель Борисо-Глебского собора города Рязань, ректор Рязанской Духовной Семинарии[6]
2. Архимандрит Андрей (Крехов), наместник Свято-Троицкого мужского монастыря города Рязань
3. Бугаевский Александр Владимирович, заведующий имущественным отделом Рязанской епархии

Самарская и Сызранская епархия
- Архиепископ Самарский и Сызранский Сергий (Полеткин)

1. Протоиерей Димитрий Юрьевич Лескин, настоятель Архиерейского подворья, директор Православной классической гимназии города Тольятти
2. Игумения Иоанна (Капитанцева), настоятельница Иверского женского монастыря города Самара
3. Сивиркин Дмитрий Вадимович, депутат Самарской Губернской Думы, председатель регионального общественного движения «Самара Православная»

Санкт-Петербургская и Ладожская епархия
- Митрополит Санкт-Петербургский и Ладожский Владимир (Котляров)
- Епископ Петергофский Маркелл (Ветров), викарий Санкт-Петербургской епархии

1. Протоиерей Сергий Иванович Куксевич, личный секретарь митрополита Санкт-Петербургского и Ладожского
2. Архимандрит Назарий (Лавриненко), наместник Свято-Троицкой Александро-Невской лавры города Санкт-Петербург, благочинный монастырей и монастырских подворий Санкт-Петербургской епархии
3. Судоса Иван Николаевич, начальник Протокольного отдела Санкт-Петербургской епархии

Саранская и Мордовская епархия
- Архиепископ Саранский и Мордовский Варсонофий (Судаков)

1. Протоиерей Геннадий Алексеевич Позоров, председатель хозяйственного отдела епархии, настоятель Рождество-Богородичного храма города Рузаевка
2. Архимандрит Варнава (Сафонов), наместник Рождество-Богородичного Санаксарского монастыря
3. Ермошкин Павел Петрович, референт Саранского епархиального управления, сотрудник Миссионерского Отдела епархии[6]

Саратовская и Вольская епархия
- Епископ Саратовский и Вольский Лонгин (Корчагин)

1. Протоиерей Алексий Юрьевич Земцов, благочинный Вольского и Северного округов Саратовской епархии, настоятель Благовещенского собора города Вольск
2. Игумен Евфимий (Митрюков), секретарь Саратовского епархиального управления, настоятель Архиерейского подворья — храма во имя преподобного Серафима Саровского города Саратов
3. Ворников Дмитрий Васильевич, директор ФГУП «Учхоз Муммовское» Российского государственного аграрного университета МСХА им. К. А. Тимирязева, кандидат сельскохозяйственных наук[20], ктитор храма в честь Рождества Пресвятой Богородицы села Ершовка Аткарского района

Симбирская и Мелекесская епархия
- Архиепископ Симбирский и Мелекесский Прокл (Хазов)

1. Протоиерей Виктор Фёдорович Казанцев, духовник епархии, настоятель храма Преображения Господня города Димитровград
2. Игумен Филарет (Коньков), наместник Свято-Богородице-Казанской Жадовской пустыни мужского монастыря п. Самородки Барышского района Ульяновской области
3. Батраков Алексей Николаевич, предприниматель, владелец кондитерской фабрики ООО «Глобус»[6], прихожанин Неопалимовского кафедрального собора города Ульяновск

Смоленская и Калининградская епархия
- Митрополит Смоленский и Калининградский Кирилл (Гундяев)
- Епископ Балтийский Серафим (Мелконян), викарий Смоленской епархии
- Епископ Вяземский Игнатий (Пунин), викарий Смоленской епархии

1. Протоиерей Марьян Семёнович Позунь, настоятель храма Рождества Пресвятой Богородицы города Калининград, секретарь епархии
2. Архимандрит Антоний (Мезенцов), настоятель Свято-Троицкого Герасимо-Болдинского монастыря
3. Полянская Елена Васильевна, ректор Смоленского межъепархиального православного духовного училища

Ставропольская и Невинномысская епархия
- Архиепископ Ставропольский и Владикавказский Феофан (Ашурков)

1. Архимандрит Роман (Лукин), проректор Ставропольской духовной семинарии, наместник кафедрального собора святого апостола Андрея Первозванного города Ставрополь
2. Архимандрит Антоний (Данилов), наместник Аланского Свято-Успенского мужского монастыря
3. Бронский Евгений Игоревич, преподаватель Ставропольской духовной семинарии, пресс-секретарь Ставропольской епархии[21]

Сыктывкарская и Воркутинская епархия
- Епископ Сыктывкарский и Воркутинский Питирим (Волочков)

1. Диакон Виталий Николаевич Полищук, штатный диакон Свято-Стефановского кафедрального собора города Сыктывкар
2. Игумен Филипп (Филиппов), секретарь епархии, настоятель Свято-Казанского храма города Сыктывкар
3. Приедитис Андриан Артурович, частный предприниматель, прихожанин Свято-Стефановского кафедрального собора города Сыктывкар

Тамбовская и Мичуринская епархия
- Епископ Тамбовский и Мичуринский Феодосий (Васнев)

1. Протоиерей Николай Иванович Засыпкин, настоятель Петропавловского храма города Тамбов
2. Монахиня Тавифа (Ковылова), настоятельница Вознесенского женского монастыря города Тамбов
3. Ковылова Елена Владимировна, заведующая канцелярией Тамбовской епархии

Тверская и Кашинская епархия
- Архиепископ Тверской и Кашинский Виктор (Олейник)

1. Протоиерей Василий Петрович Киричук, настоятель Богоявленского собора города Вышний Волочёк, благочинный Вышневолоцкого благочиннического округа[6]
2. Архимандрит Адриан (Ульянов), наместник Архиерейского подворья Вознесенского собора города Тверь
3. Степанов Вадим Валерьевич, председатель правления Тверского регионального отделения межрегиональной молодёжной нравственно-просветительской общественной организации «Православная молодёжь»

Тобольская и Тюменская епархия
- Архиепископ Тобольский и Тюменский Димитрий (Капалин)

1. Протоиерей Алексий Александрович Петров, секретарь епархиального управления
2. Игумен Гермоген (Серый), наместник Абалакского Знаменского монастыря
3. Перов Александр Николаевич, руководитель областного военно-патриотического центра «Аванпост»[6], подполковник запаса[22], председатель приходского совета прихода в честь великомученика Георгия Победоносца посёлка Войновка

Томская и Асиновская епархия
- Архиепископ Томский и Асиновский Ростислав (Девятов)

1. Протодиакон Владимир Михайлович Марков, штатный диакон Петропавловского собора города Томск
2. Игумен Силуан (Вьюров), наместник Богородице-Алексиевского мужского монастыря города Томск
3. Аванесов Сергей Сергеевич, преподаватель Томской духовной семинарии, декан Философского факультета[6], профессор Томского государственного университета

Тульская и Белёвская епархия
- Архиепископ Тульский и Белёвский Алексий (Кутепов)

1. Протоиерей Лев Павлович Махно, настоятель храмов Благовещенского и Двенадцатиапостольского города Тула, заведующий кафедрой теологии Тульского государственного университета
2. Архимандрит Лавр (Тимохин), наместник Свято-Успенского монастыря города Новомосковск, благочинный приходов по Новомосковскому и Куркинскому районам и епархиальных монастырей[6]
3. Ческидов Иван Владимирович, учащийся Тульской духовной семинарии

Уфимская и Стерлитамакская епархия
- Архиепископ Уфимский и Стерлитамакский Никон (Васюков)

1. Протоиерей Алексий Николаевич Тихонов, настоятель Петропавловского храма города Нефтекамск
2. Архимандрит Николай (Субботин), помощник архиепископа[6], настоятель Богородско-Уфимского храма города Уфа
3. Назаренко Валентин Фёдорович, референт архиепископа, кандидат богословия[6]

Хабаровская и Приамурская епархия
- Архиепископ Хабаровский и Приамурский Марк (Тужиков)

1. Протоиерей Игорь Александрович Зуев, ключарь храма святой преподобномученицы Великой княгини Елизаветы города Хабаровск
2. Монахиня Антония (Кочубей), настоятельница женского монастыря святых первоверховных апостолов Петра и Павла села Петропавловка
3. Фукалов Владимир Георгиевич, предприниматель, ктитор ряда храмов епархии[6], прихожанин прихода церкви святителя Иннокентия Иркутского города Хабаровск

Чебоксарская и Чувашская епархия
- Митрополит Чебоксарский и Чувашский Варнава (Кедров)
- Епископ Алатырский Савватий (Антонов), викарий Чебоксарской епархии

1. Иерей Николай Михайлович Иванов, секретарь епархиального управления, настоятель Покровско-Татианинского собора города Чебоксары
2. Архимандрит Иероним (Шурыгин), наместник Свято-Троицкого мужского монастыря города Алатырь
3. Степанов Фёдор Михайлович, сотрудник епархиального управления

Челябинская и Златоустовская епархия
- Митрополит Челябинский и Златоустовский Иов (Тывонюк)

1. Иерей Александр Петрович Симора, настоятель Казанско-Предтеченского храма города Катав-Ивановска, благочинный Катав-Ивановского и Ашинского округа[8]
2. Игумен Иоанн (Хисматуллин), клирик Свято-Троицкого храма города Челябинск, преподаватель Челябинского духовного училища
3. Суворкин Дионисий Алексеевич, секретарь епархии, иподиакон митрополита Иова

Читинская и Краснокаменская епархия
- Епископ Читинский и Забайкальский Евстафий (Евдокимов)

1. Игумен Димитрий (Елисеев), секретарь епархиального управления, благочинный Читинского благочиния[6]
2. Монахиня Антония (Кожокарь), служащая епархиального управления[23]
3. Белоногова Елена Николаевна (монахиня Виталия), служащая епархиального управления[23]

Элистинская и Калмыцкая епархия
- Архиепископ Элистинский и Калмыцкий Зосима (Остапенко)

1. Протоиерей Алексий Михайлович Грищенко, секретарь епархии, клирик Казанского кафедрального собора
2. Иеродиакон Герасим (Кудрявцев), клирик Казанского кафедрального собора
3. Клименко Олег Иванович, заместитель Председателя Правительства республики Калмыкия

Южно-Сахалинская и Курильская епархия
- Епископ Южно-Сахалинский и Курильский Даниил (Доровских)

1. Игумен Парамон (Голубка), настоятель Воскресенского кафедрального собора города Южно-Сахалинск
2. Игумен Тихон (Доровских), секретарь епархиального управления
3. Затулякин Артур (Анатолий) Владимирович, директор ООО «Остролит», ктитор[24]

Якутская и Ленская епархия
- Епископ Якутский и Ленский Зосима (Давыдов)

1. Протоиерей Сергий Петрович Богачёв, настоятель Казанского храма города Нерюнгри, благочинный Южного округа
2. Игумен Иннокентий (Ташкинов), настоятель Троицкого храма города Мирный, благочинный Западного округа
3. Ларионов Юрий Викторович, директор ОАО «Копир Тех Сервис»

Ярославская и Ростовская епархия
- Архиепископ Ярославский и Ростовский Кирилл (Наконечный)

1. Архимандрит Вениамин (Лихоманов), духовник Ярославской епархии, настоятель Воскресенского собора города Тутаев
2. Игумения Варвара (Третьяк), настоятельница Введенского Толгского женского монастыря города Ярославль
3. Корниенко Константин Викторович, руководитель отдела культуры Ярославской епархии

### Украина
Киевская епархия
- Митрополит Киевский и всея Украины Владимир (Сабодан)
- Архиепископ Белогородский Николай (Грох), викарий Киевской епархии
- Архиепископ Вышгородский Павел (Лебедь), викарий митрополита Киевского и всея Украины Владимира
- Архиепископ Почаевский Владимир (Мороз), викарий Киевской епархии
- Епископ Макаровский Иларий (Шишковский), викарий Киевской епархии
- Епископ Яготинский Серафим (Демьянов), викарий Киевской епархии
- Епископ Переяслав-Хмельницкий Александр (Драбинко), викарий Киевской епархии, секретарь предстоятеля УПЦ
- Епископ Васильковский Пантелеимон (Поворознюк), викарий Киевской епархии
- Епископ Городницкий Александр (Нестерчук), викарий Киевской епархии

1. Протоиерей Василий Владимирович Русинка, благочинный Киево-Святошинского округа
2. Архимандрит Антоний (Олиферович), благочинный Киево-Печерской лавры
3. Литвиненко Михаил Семёнович, регент Митрополичьего хора

Александрийская и Светловодская епархия
- Епископ Александрийский и Светловодский Антоний (Боровик)

1. Протоиерей Евгений Григорьевич Жабковский[25], благочинный Знаменского церковного округа, настоятель храма Преподобного Максима Исповедника села Суббоцы[26], президент YMCA Украины[27]
2. Игумен Христофор (Лысенко), секретарь епархиального управления
3. Маслов Юрий Константинович, член правления Укрсоцбанка[5]

Белоцерковская и Богуславская епархия
- Архиепископ Белоцерковский и Богуславский Митрофан (Юрчук)

1. Протоиерей Андрей Игнатьевич Пустовгар, настоятель Свято-Покровского храма пгт Ставище[28], благочинный Ставищенского округа[26]
2. Архимандрит Никодим (Барановский), секретарь епархии[26], настоятель Спасо-Преображенского кафедрального собора города Белая Церковь[29].
3. Тихоненко Валерий Фёдорович, преподаватель права Белоцерковского училища профессиональной подготовки персонала Государственной уголовно-исполнительной службы Украины, полковник[30], юрист епархии[26]

Бердянская и Приморская епархия
- Епископ Бердянский и Приморский Елисей (Иванов)

1. Протоиерей Николай Алексеевич Иванченко, благочинный Нововасильевского округа, настоятель храма в честь Владимирской иконы Божией Матери села Нововасильевка
2. Архимандрит Димитрий (Михешкин), благочинный Куйбышевского округа, настоятель храма во имя священномученика Серафима Чичагова, посёлок городского типа Камыш-Заря
3. Пасечник Владимир Семёнович, председатель наблюдательного совета ОАО «Бердянский Агротехсервис», ктитор Свято-Троицкого храма города Бердянск

Винницкая и Могилёв-Подольская епархия
- Архиепископ Винницкий и Могилев-Подольский Симеон (Шостацкий)

1. Протоиерей Виталий Валерьевич Голоскевич, клирик Спасо-Преображенского кафедрального собора, кандидат богословия, руководитель епархиального отдела миссионерства и духовного просвещения
2. Игумен Антоний (Нетребин), настоятель Свято-Усекновенского Лядовского мужского монастыря
3. Синицын Владимир Михайлович, член областной ассоциации православных педагогов, кандидат искусствоведческих наук, доцент Винницкого государственного педагогического университета

Владимир-Волынская и Ковельская епархия
- Епископ Владимир-Волынский и Ковельский Никодим (Горенко)

1. Протоиерей Владимир Романович Лысый, секретарь епархиального управления[26], настоятель храма великомученика Георгия в городе Любомля[8]
2. Игумения Стефана (Бандура), настоятельница ставропигиального Свято-Успенского Святогорского Зимненского женского монастыря[16]
3. Савченко Валентина Мефодиевна, глава украинско-чешского общества «Ист-менеджмент»[31], прихожанка Успенского кафедрального собора Владимир-Волынского[25]

Горловская и Славянская епархия
- Епископ Горловский и Славянский Митрофан (Никитин)

1. Диакон Вячеслав Поневин, клирик Свято-Благовещенского храма города Горловка[32]
2. Игумения Феодосия (Мельникова), настоятельница Свято-Сергиевского женского монастыря села Сергеевка Славянского района[26]
3. Малицкий Андрей Анатольевич, представитель фирмы «Си энд Ти инкорпорейтед» в Донецке[33], прихожанин Свято-Благовещенского храма города Горловка[25].

Джанкойская и Раздольненская епархия
- Епископ Джанкойский и Раздольненский Нектарий (Фролов)

1. Протоиерей Пётр Иванович Грига, клирик Свято-Покровского собора города Джанкой
2. Монахиня Николая (Тыщук)[Прим. 3]
3. Томищ Михаил Юрьевич, пономарь Свято-Покровского собора города Джанкой

Днепропетровская и Павлоградская епархия
- Митрополит Днепропетровский и Павлоградский Ириней (Середний)

1. Протоиерей Николай Степанович Курдий, настоятель Трёхсвятительского храма города Днепропетровск
2. Архимандрит Мефодий (Кривошеев), настоятель Свято-Николаевского храма на Монастырском острове
3. Ничипорук Николай Александрович, референт митрополита Иринея

Донецкая и Мариупольская епархия
- Митрополит Донецкий и Мариупольский Иларион (Шукало)
- Епископ Святогорский Арсений (Яковенко), викарий Донецкой епархии
- Епископ Макеевский Варнава (Филатов), викарий Донецкой епархии

1. Протодиакон Андрей Анатольевич Чичикало[Прим. 4][25], клирик города Донецка[34]
2. Игумения Анна (Морозова), настоятельница Свято-Николаевского монастыря села Никольское Волновахского района[34]
3. Нусенкис Виктор Леонидович, владелец концерна «Энерго», владелец металлургической компании «Донецксталь — металлургический завод»[26], крупнейший церковный жертвователь Украины[34], прихожанин Свято-Николаевского храма города Донецк[25]

Житомирская и Новоград-Волынская епархия
- Архиепископ Житомирский и Новоград-Волынский Гурий (Кузьменко)

1. Архимандрит Алексий (Овсянников), секретарь епархиального управления[26]
2. Игумен Гавриил (Вардаев), духовник епархии[26]
3. Тимчук Василий Степанович

Запорожская и Мелитопольская епархия
- Архиепископ Запорожский и Мелитопольский Василий (Златолинский)
- Епископ Вольнянский Иосиф (Масленников), викарий Запорожской епархии

1. Священник Игорь Владимирович Рябко[35], заведующий кафедрой религиоведения и теологии Запорожского муниципального университета[26]
2. Игумения Ирина (Скотар), настоятельница Елисаветинского монастыря села Камишеваха Запорожской области[26]
3. Панченко Александр Владиславович, верховный атаман Запорожского казачьего войска[26]

Ивано-Франковская и Коломыйская епархия
- Епископ Ивано-Франковский и Коломыйский Пантелеимон (Луговой)

1. Протоиерей Игорь Леонидович Коневиченко, клирик Свято-Преображенского храма в городе Ивано-Франковск
2. Иеромонах Сергий (Яремцьо), насельник Свято-Троицкого монастыря Ивано-Франковской епархии
3. Боечко Владимир Владимирович, выпускник КДС 2008 года

Каменец-Подольская и Городокская епархия
- Архиепископ Каменец-Подольский и Городокский Феодор (Гаюн)

1. Протоиерей Алексий Григорьевич Миханчук, секретарь епархии, председатель православного братства во имя Святителя Николая[26]
2. монашествующих на момент проведения собора не было
3. Тимчук Сергей Артёмович[укр.], бывший депутат Верховной рады Украины, бывший председатель райгосадминистрации Каменец-Подольский.

Кировоградская и Новомиргородская епархия
- Епископ Кировоградский и Новомиргородский Пантелеимон (Романовский)

1. Протоиерей Пётр Петрович Сидора[36], настоятель Спасо-Преображенского собора города Кировограда, секретарь епархии[26]
2. Архимандрит Мануил (Заднепряный), наместник Свято-Елисаветинского мужского монастыря города Кировограда[26]
3. Пойдыч Михаил Григорьевич, руководитель пресс-службы епархии[37]

Конотопская и Глуховская епархия
- Архиепископ Конотопский и Глуховский Лука (Коваленко)

1. Протоиерей Алексий Родионов, благочинный Глуховского церковного округа[38]
2. Инок Евгений (Куратов)
3. Деркач Андрей Леонидович, народный депутат от Партии Регионов, президент Национальной атомной энергогенерирующей компании «Энергоатом»[39], генеральный директор государственного концерна «Укратомпром»

Кременчугская и Лубенская епархия
- Епископ Кременчугский и Лубенский Владимир (Орачёв)

1. Протоиерей Иоанн Иванович Коростыль, духовник епархии, настоятель Свято-Троицкого храма города Лубны
2. Игумен Венедикт (Малета), наместник Свято-Антониево-Феодосиевского Потоцкого мужского монастыря
3. Польщиков Николай Никитович, начальник УЖКХ города Кременчуг[5], прихожанин Свято-Антониево-Феодосиевского Потоцкого мужского монастыря

Криворожская и Никопольская епархия
- Архиепископ Криворожский и Никопольский Ефрем (Кицай)

1. Протоиерей Виктор Иванович Симонюк[25], секретарь Криворожской епархии
2. Архимандрит Николай (Капустин), наместник мужского монастыря во имя священномученика Владимира, митрополита Киевского
3. Туркин Юрий Фёдорович, прихожанин Спасо-Преображенского собора

Луганская и Алчевская епархия
- Митрополит Луганский и Алчевский Иоанникий (Кобзев)

1. Протоиерей Василий Фёдорович Сомик[40], настоятель Свято-Петропавловского кафедрального собора города Луганска, секретарь епархиального управления[26]
2. Игумен Варфоломей (Кузнецов), наместник Свято-Иоанно-Предтеченского монастыря села Чугинка Луганской области[26]
3. Мартыненко Юрий Николаевич

Луцкая и Волынская епархия
- Митрополит Луцкий и Волынский Нифонт (Солодуха)

1. Протоиерей Георгий Анисимович Шевчук[25], настоятель кафедрального Свято-Покровского храма города Луцка[26]
2. Игумения Мария (Шульгач), настоятельница Свято-Стритенского женского монастыря села Мыхнивка Камень-Каширского района[26]
3. Федосюк Мария Алексеевна, регент хора «Волынские Звоны» города Луцк, преподаватель Волынской Духовной Семинарии[26]

Львовская и Галицкая епархия
- Архиепископ Львовский и Галицкий Августин (Маркевич)

1. Протоиерей Николай Фёдорович Мандзюк, настоятель Свято-Иовского кафедрального собора в городе Дрогобыч, благочинный Дрогобычского округа
2. Игумения Варвара (Щурат-Глухая), настоятельница Свято-Преображенского женского монастыря в городе Львов
3. Чуйный Владимир Иванович, председатель Львовского братства святых первоверховных апостолов Петра и Павла, прихожанин Собора Святого Георгия в городе Львов[41]

Мукачевская и Ужгородская епархия
- Епископ Мукачевский и Ужгородский Феодор (Мамасуев)

1. Протоиерей Феодор Анатолиевич Горшков[Прим. 5], клирик Свято-Покровского храма город Ужгород[42]
2. Иеромонах Тихон (Лютянский), клирик Мукачевского Свято-Николаеского женского монастыря[42]
3. Черепаня Степан Степанович, сотрудник строительно-отделочной фирмы «ИННЕКС», прихожанин Мукачевского Кафедрального собора[42]

Нежинская и Прилукская епархия
- Епископ Нежинский и Прилуцкий Ириней (Семко)

1. Протоиерей Николай Григорьевич Котеленец[43], благочинный Прилукского округа, настоятель Спасо-Преображенского собора города Прилуки
2. Архимандрит Афанасий (Дьяков), настоятель Свято-Васильевского храма города Нежин, пресс-секретарь епархии
3. Гмырянский Александр Фёдорович[43], предприниматель[44], председатель правления ЗАО «Каштан»[45]

Николаевская и Вознесенская епархия
- Архиепископ Николаевский и Вознесенский Питирим (Старинский)

1. Протоиерей Пётр Петрович Струкало, секретарь епархии, настоятель Свято-Николаевского храма города Николаев
2. Архимандрит Варнава (Гладун), наместник мужского монастыря равноапостольных Константина и Елены села Константиновка Жовтневого района
3. Иноземцев Анатолий Серафимович, преподаватель университета «Украина», экс-замначальника ГУ МЧС Украины в Николаевской области[44], прихожанин храма Святого Духа города Николаев

Новокаховская и Геническая епархия
- Епископ Новокаховский и Бериславский Иоасаф (Губень)

1. Протодиакон Иоанн Иванович Ганчин[25][Прим. 6], секретарь Новокаховской епархии
2. Игумен Серафим (Кодубянский), настоятель храма Собора Пресвятой Богородицы села Нововоскресеновка Нововоронцовского района Херсонской области
3. Рожко Николай Петрович, банкир, один из учредителей банка «Инко-Украина», на базе которого впоследствии был создан «Кредитпромбанк»[46]

Овручская и Коростенская епархия
- Архиепископ Овручский и Коростенский Виссарион (Стретович)

1. Протоиерей Пётр Петрович Яременко, настоятель храма в селе Жубровичи Олевского благочиния
2. Игумен Дамиан (Стельмах), духовник епархии
3. Пригорницкий Александр Александрович, старший иподиакон архиепископа Виссариона

Одесская и Измаильская епархия
- Митрополит Одесский и Измаильский Агафангел (Саввин)
- Епископ Белгород-Днестровский Алексий (Гроха), викарий Одесской епархии

1. Протоиерей Андрей Вячеславович Новиков, секретарь епархии, клирик Свято-Успенского кафедрального собора города Одесса
2. Архимандрит Аркадий (Таранов), наместник Свято-Пантелеимоновского Одесского мужского монастыря
3. Марков Игорь Олегович, предприниматель, депутат горсовета Одессы[5], председатель приходского совета и ктитор Свято-Спиридоновского храма города Одесса[47]

Полтавская и Миргородская епархия
- Архиепископ Полтавский и Миргородский Филипп (Осадченко)

1. Протоиерей Михаил Иванович Волощук, настоятель Свято-Серафимовской церкви города Полтава
2. Архимандрит Филарет (Зверев), секретарь епархии
3. Мамон Василий Александрович, заведующий хозяйством Полтавского епархиального управления

Ровенская и Острожская епархия
- Архиепископ Ровенский и Острожский Варфоломей (Ващук)

1. Протоиерей Иоанн Зиновьевич Солодчук[25], настоятель Свято-Воскресенского кафедрального собора города Ровно, секретарь епархиального управления[25]
2. Игумения Михаила (Заец), настоятельница Свято-Николаевского Городокского женского монастыря
3. Омельчук Игорь Петрович, референт Ровенского епархиального управления

Сарненская и Полесская епархия
- Архиепископ Сарненский и Полесский Анатолий (Гладкий)

1. Архимандрит Филипп (Жигулин)
2. Игумен Иакинф (Дульский), клирик Свято-Покровского кафедрального собора города Сарны
3. Касянчук Светлана Арсентьевна

Северодонецкая и Старобельская епархия
- Епископ Северодонецкий и Старобельский Агапит (Бевцик)

1. Протоиерей Георгий Дубовик, настоятель Свято-Христо-Рождественского кафедрального собора Северодонецка, благочинный Северодонецкого округа[8]
2. Архимандрит Иоасаф (Штанько), наместник Свято-Ильинского мужского монастыря села Варваровка[26]
3. Кривошей Николай Васильевич

Симферопольская и Крымская епархия
- Митрополит Симферопольский и Крымский Лазарь (Швец)

1. Протоиерей Сергий Михайлович Халюта, благочинный Севастопольского округа, настоятель Свято-Владимирского Собора на Херсонесе[48]
2. Игумен Савватий (Мызников), игумен Балаклавского Свято-Георгиевского мужского монастыря[49]
3. Копаенко Лариса Фёдоровна, старший редактор студии авторских программ ГТРК «Крым», депутат Верховной Рады АР Крым, автор и ведущая православной телепередачи «Сохраним веру»[26]

Сумская и Ахтырская епархия
- Епископ Сумской и Ахтырский Евлогий (Гутченко)

1. Протоиерей Владимир Равлюк, проректор Сумского пастырско-богословского училища
2. Игумен Симеон (Гагатик), наместник Свято-Троицкого Ахтырского мужского монастыря
3. Ткачук Валидмир Иванович, сотрудник Сумского епархиального управления

Тернопольская и Кременецкая епархия
- Архиепископ Тернопольский и Кременецкий Сергий (Генсицкий)

1. Протоиерей Василий Вознюк
2. Архимандрит Нафанаил (Крикота), ректор Почаевской духовной семинарии[26]
3. Колесник Ростислав Александрович

Тульчинская и Брацлавская епархия
- Архиепископ Тульчинский и Брацлавский Ионафан (Елецких)

1. Протодиакон Сергий Николаевич Градиленко, протодиакон Тульчинского кафедрального собора Рождества Христова
2. Игумен Сергий (Аницой), секретарь епархии, настоятель Тульчинского кафедрального собора Рождества Христова
3. Малиновская Ольга Ивановна, регент Свято-Казанского храма города Ладыжин

Уманская и Звенигородская епархия
- Епископ Уманский и Звенигородский Пантелеимон (Бащук)

1. Протоиерей Вадим Петрович Паевский[50], настоятель Свято-Успенского храма города Умань
2. Игумения Рафаила (Горбань), настоятельница Георгиевского монастыря в селе Кочержинцы Уманского района Черкасской области[51]
3. Крыжановский Владимир Викторович, председатель наблюдательного совета ОАО Уманский завод «Мегомметр»[26]

Харьковская и Богодуховская епархия
- Митрополит Харьковский и Богодуховский Никодим (Руснак)
- Архиепископ Изюмский Онуфрий (Лёгкий), викарий Харьковской епархии

1. Протоиерей Михаил Григорьевич Кит[52], секретарь епархиального управления
2. Игумен Нестор (Петренко), благочинный Свято-Покровского мужского монастыря города Харькова
3. Базаринский Игорь Григорьевич, преподаватель Киевской Духовной Академии и Семинарии, бывший референт Харьковского епархиального управления[26]

Херсонская и Таврическая епархия
- Архиепископ Херсонский и Таврический Иоанн (Сиопко)

1. Протоиерей Пётр Михайлович Коваль[25], настоятель храма Рождества Христова города Красилова
2. Архимандрит Алексий (Фёдоров), настоятель Свято-Успенского кафедрального собора города Херсона
3. Горшков Вячеслав Николаевич, председатель Цюрупинского районного суда Херсонской области

Хмельницкая и Староконстантиновская епархия
- Митрополит Хмельницкий и Староконстантиновский Антоний (Фиалко)

1. Архимандрит Пахомий (Дидык), настоятель Свято-Рождество-Богородичного храма города Хмельницкий
2. Игумения Любовь (Пихур), настоятельница Свято-Преображенского женского монастыря села Головченцы Летичевского района
3. Козинчук Виталий Васильевич, прихожанин Свято-Покровского кафедрального собора города Хмельницкий

Хустская и Виноградовская епархия
- Архиепископ Хустский и Виноградовский Марк (Петровцы)

1. Архимандрит Алексий (Бринчак), секретарь епархиального управления
2. Архимандрит Иов (Стець), настоятель Иоанно-Предтеченского мужского монастыря села Бедевля
3. Мокрянин Иван Николаевич, журналист, общественный деятель[53], прихожанин Свято-Успенского храма села Синевир

Черкасская и Каневская епархия
- Митрополит Черкасский и Каневский Софроний (Дмитрук)

1. Протоиерей Сергий Иванович Чумак, благочинный Черкасского района, клирик Свято-Михайловского собора города Черкассы
2. Игумения Матрона (Гребенович), игуменья Свято-Троицкого Матроненского женского монастыря
3. Гунько Олег Николаевич, староста Свято-Михайловского собора города Черкассы

Черниговская и Новгород-Северская епархия
- Архиепископ Черниговский и Новгород-Северский Амвросий (Поликопа)

1. Протоиерей Иоанн Николаевич Ярема, настоятель храма в честь святого архистратига Божиего Михаила города Чернигова, глава епархиального отдела по взаимодействию с вооружёнными силами и органами правопорядка Украины[54]
2. Архимандрит Роман (Расюк), клирик черниговского Свято-Успенского Елецкого монастыря
3. Роговой Юрий Анатольевич, сотрудник ПАО «Домостроительный комбинат „Домобудівник“»[55], прихожанин Свято-Троицкого кафедрального собора[47]

Черновицкая и Буковинская епархия
- Митрополит Черновицкий и Буковинский Онуфрий (Березовский)
- Епископ Хотинский Мелетий (Егоренко), викарий Черновицкой епархии

1. Протоиерей Нестор Григорьевич Чаглей, благочинный Сокирянского благочиния
2. Архимандрит Лонгин (Жар), наместник Банченского Свято-Вознесенского мужского монастыря
3. Сандуляк Иван Филимонович, староста Свято-Духовского кафедрального собора[56]

Шепетовская и Славутская епархия
- Епископ Шепетовский и Славутский Владимир (Мельник)

1. Протоиерей Михаил Васильевич Мацола, настоятель Свято-Михайловского кафедрального собора города Шепетовка, духовник Рождества-Богородичного мужского монастыря села Городыще
2. Игумения Евфимия (Дмитрук), настоятельница женского монастыря Святой праведной Анны города Славут
3. Колбасов Василий Михайлович, начальник нижнего склада № 1 ГП «Славутский лесхоз»[57], прихожанин женского монастыря пророчицы Анны города Славут

### Белоруссия
Минская и Слуцкая епархия
- Митрополит Минский и Слуцкий Филарет (Вахромеев)

1. Протоиерей Николай Николаевич Коржич, секретарь Минского епархиального управления, клирик Свято-Духова кафедрального собора города Минск
2. Архимандрит Вениамин (Тупеко), благочинный Свято-Успенского Жировичского ставропигиального мужского монастыря
3. Шейкин Геннадий Николаевич, кандидат исторических наук, координатор представительства Церковно-научного центра «Православная энциклопедия» при Белорусском Экзархате[58]

Бобруйская и Быховская епархия
- Епископ Бобруйский и Быховский Серафим (Белоножко)

1. Протоиерей Николай Павлович Павло́вич[59], настоятель Свято-Троицкого кафедрального собора города Быхов, благочинный Быховского округа
2. Игумения Раиса (Путилина), настоятельница возрождающегося монастыря в честь святых Жён-Мироносиц города Бобруйск
3. Банщиков Игорь Михайлович, директор ОДО «Яробел», председатель комиссии по торговле, бытовому обслуживанию населения и предпринимательству Бобруйского горсовета, доцент кафедры маркетинга Бобруйского филиала Белорусского государственного экономического университета, прихожанин Свято-Георгиевского храма города Бобруйска[26]

Брестская и Кобринская епархия
- Епископ Брестский и Кобринский Иоанн (Хома)

1. Протоиерей Пётр Порфирьевич Романович, секретарь Брестского епархиального управления, настоятель Свято-Николаевской братской церкви города Брест[60]
2. Игумения Александра (Жарин), настоятельница Свято-Рождество-Богородицкого женского монастыря в Брестской крепости
3. Лопыко Игорь Васильевич, чтец Свято-Симеоновского кафедрального собора города Брест, студент Минских духовных школ.

Витебская и Оршанская епархия
- Архиепископ Витебский и Оршанский Димитрий (Дроздов)
- Епископ Друцкий Пётр (Карпусюк), викарий Витебской епархии

1. Протоиерей Михаил Иванович Мартынович, настоятель Свято-Успенского кафедрального собора города Витебск
2. Иеромонах Нил (Подобед), священнослужитель Свято-Троицкого Маркова мужского монастыря города Витебск
3. Раевская Любовь Александровна, студентка исторического факультета Витебского государственного университета, активистка православного молодёжного братства во имя святого праведного Иоанна Кронштадтского, прихожанка храма великомученика Георгия Победоносца города Витебск[61]

Гомельская и Жлобинская епархия
- Архиепископ Гомельский и Жлобинский Аристарх (Станкевич)
- Епископ Речицкий Леонид (Филь), викарий Гомельской епархии

1. Протоиерей Иоанн Васильевич Лендел, настоятель Свято-Петро-Павловского собора города Гомель, секретарь епархии
2. Игумения Вера (Афонькина), настоятельница Свято-Тихвинского женского монастыря города Гомель
3. Лобжа Николай Александрович, церковнослужитель Свято-Петро-Павловского собора города Гомель

Гродненская и Волковысская епархия
- Епископ Гродненский и Волковысский Артемий (Кищенко)

1. Протоиерей Анатолий Николаевич Ненартович, секретарь Гродненской епархии, настоятель храма в честь Собора Всех белорусских святых в городе Гродно
2. Архимандрит Василий (Коржич), настоятель Свято-Петропавловского кафедрального собора города Волковыск, благочинный Волковысского округа
3. Кобылко Сергей Павлович, заведующий приёмным отделением Волковысской центральной районной больницы, председатель Свято-Петро-Павловского братства города Волковыск[62]

Могилёвская и Мстиславская епархия
- Епископ Могилёвский и Мстиславский Софроний (Ющук)

1. Протоиерей Геннадий Иванович Пацевич, настоятель Трёхсвятительского кафедрального собора города Могилёв, секретарь Могилёвского епархиального управления[63]
2. Иеромонах Герман (Давыденко), настоятель Успенского храма города Краснополье[63]
3. Ковганов Анатолий Михайлович, казначей Крестовоздвиженского храма города Могилёв[63]

Новогрудская и Лидская епархия
- Архиепископ Новогрудский и Лидский Гурий (Апалько)

1. Протоиерей Сергий Викторович Шафорост, секретарь Новогрудского епархиального управления, благочинный церквей Лидского округа, ключарь Архистратиго-Михайловского кафедрального собора города Лида Гродненской области
2. Игумения Гавриила (Глухова), настоятельница Свято-Рождество-Богородичного женского монастыря в города Гродно
3. Кокош Ирина Владимировна, старшая сестра и библиотекарь Сестричества в честь святого апостола Иоанна Богослова города Новогрудок[64]

Пинская и Лунинецкая епархия
- Архиепископ Пинский и Лунинецкий Стефан (Корзун)

1. Протоиерей Александр Александрович Дзичковский, благочинный церквей Барановичского округа, настоятель Свято-Покровского собора города Барановичи
2. Монахиня Екатерина (Романчук), настоятельница Пинского Свято-Варваринского женского монастыря
3. Золотухина Мария Александровна, член Постоянной комиссии Совета Национального собрания Республики Беларусь по экономике, бюджету и финансам, помощник директора филиала № 802 открытого акционерного общества "Сберегательный банк «Беларусбанк», города Барановичи[47], заместитель председателя приходского совета храма святых Жен-Мироносиц города Барановичи

Полоцкая и Глубокская епархия
- Архиепископ Полоцкий и Глубокский Феодосий (Бильченко)

1. Протоиерей Георгий Владимирович Мелешко, настоятель храма Покрова Пресвятой Богородицы города Докшицы Витебской области
2. Игумения Евдокия (Левшук), настоятельница Спасо-Евфросиниевского монастыря города Полоцка
3. Трофимов Александр Иванович, помощник управляющего по хозяйственной части Полоцкой епархии

Туровская и Мозырская епархия
- Епископ Туровский и Мозырский Стефан (Нещерет)

1. Протоиерей Геннадий Геннадьевич Хаткевич, настоятель прихода храма св. вмц. Параскевы Пятницы в городе Житковичи
2. Иеромонах Иоасаф (Игнатьев), эконом Свято-Рождество-Богородичного мужского монастыря
3. Алампиев Юрий Викторович, референт-водитель Туровского епархиального управления

### Австрия
Венская и Австрийская епархия
- Епископ Венский и Австрийский Иларион (Алфеев)

1. Протодиакон Виктор Викторович Шиловский, секретарь епархиального управления, клирик Никольского собора в Вене[65]
2. Архимандрит Георгий (Вострель), клирик венского Свято-Николаевского собора, настоятель прихода во имя святых Новомучеников и исповедников Российских в городе Линц
3. Краммер Иоганн, старший чтец венского Свято-Николаевского собора, доктор богословия[66]

### Азербайджан
Бакинская и Прикаспийская епархия
- Епископ Бакинский и Прикаспийский Александр (Ищеин)

1. Протоиерей Николай Александрович Стенечкин, благочинный православных приходов Махачкалинского округа Республики Дагестан, настоятель Свято-Успенского кафедрального собора города Махачкала
2. Игумен Серафим (Бидеев), настоятель Михайло-Архангельского храма города Баку
3. Алчиев Николай Юрьевич, первый заместитель председателя Народного собрания Республики Дагестан, прихожанин Свято-Покровского храма города Дербент

### Южная Америка
Аргентинская и Южноамериканская епархия
- Митрополит Аргентинский и Южноамериканский Платон (Удовенко)

1. Протоиерей Анатолий Иванович Топала, настоятель храма преподобного Сергия Радонежского в городе Порту-Алегри, Бразилия
2. Игумен Павел (Хохлов), настоятель храма святого апостола и евангелиста Иоанна Богослова в Сантьяго-де-Чили[67], секретарь митрополита
3. Митронов Игорь Николаевич, староста Благовещенского собора города Буэнос-Айрес

### Бельгия
Брюссельская и Бельгийская епархия
- Архиепископ Брюссельско-Бельгийский Симон (Ишунин)

1. Протоиерей Антоний Евгеньевич Ильин, настоятель Свято-Николаевского Кафедрального собора в Брюсселе, секретарь Представительства Московского Патриархата при европейских международных организациях[68].
2. Архимандрит Фома (Якобс), настоятель монастыря в честь иконы Божией Матери «Всех скорбящих Радость» в Первейзе[26]
3. Шаненко Аркадий Аркадьевич, певчий прихода Рождества Христова в Антверпене, заведующий лабораторией физики Антверпенского университета

### Великобритания, Ирландия
Сурожская епархия
- Епископ Сурожский Елисей (Ганаба)
- Архиепископ Керченский Анатолий (Кузнецов), викарий Сурожской епархии

1. Протоиерей Венедикт Рамсден, настоятель приходов в городах Труро и Тотнес, старший клирик епархии[69]
2. Инокиня Феодосия (Персианинова), старшая сестра общины преподобномученицы Великой княгини Елизаветы
3. Бридж Грегори, секретарь Сурожской епархии

### Венгрия
Будапештская и Венгерская епархия
1. Протоиерей Тибор Имрени, настоятель Свято-Георгиевского прихода в Сегеде, старейший клирик епархии[26], доктор богословия[70], переводчик православной литературы на венгерский язык[71]
2. Монахиня Агния (Юхас), регент храма святителя Николая Чудотворца в Дьондьоше[72]
3. Адам Берки, адвокат, юрисконсульт епархии, прихожанин Успенского собора города Будапешт[47]

### Германия
Берлинская и Германская епархия
- Архиепископ Берлинский и Германский Феофан (Галинский)
- Архиепископ Клинский Лонгин (Талыпин), викарий Московской епархии, представитель Русской Православной Церкви в Германии

1. Протоиерей Борис Филиппович Устименко, благочинный северного округа
2. Игумен Даниил (Ирбитс), исполняющий обязанности наместника Свято-Георгиевского монастыря в Гетшендорфе
3. Вахрушкин Игорь Феликсович, казначей Свято-Воскресенского кафедрального собора города Берлин, иподиакон архиепископа Феофана

### Казахстан
Астанайская и Алматинская епархия
- Митрополит Астанайский и Алма-Атинский Мефодий (Немцов)

1. Протоиерей Андрей Анатольевич Литовка, секретарь епархиального управления
2. Архимандрит Серапион (Дунай), настоятель Константино-Еленинского собора города Астаны, благочинный Астанайского церковного округа[26]
3. Истелюев Аскар (Иоанн) Буланович, референт епархиального управления

Уральская и Гурьевская епархия
- Архиепископ Уральский и Гурьевский Антоний (Москаленко)

1. Протоиерей Иоанн Николаевич Бизиян, секретарь епархии
2. Игумен Дорофей (Дильманаев)
3. Таргакова Светлана Васильевна, офтальмолог, прихожанка Михайло-Архангельского собора города Уральск[73].

Чимкентская и Акмолинская епархия
- Архиепископ Чимкентский и Акмолинский Елевферий (Козорез)

1. Протоиерей Василий Иванович Качанкин, настоятель храма Михаила Архангела города Кокчетав
2. Игумен Вениамин (Рудый), секретарь Чимкентской епархии
3. Сундетов Асан Шапхатович

### Латвия
Латвийская Православная Церковь
- Митрополит Рижский и всея Латвии Александр (Кудряшов)
- Епископ Даугавпилсский Александр (Матрёнин), викарий Рижской епархии

1. Иеромонах Иоанн (Сичевский), настоятель рижской Александро-Невской церкви
2. Игумения Магдалина (Полын), настоятельница рижского Свято-Троице-Сергиева женского монастыря
3. Мельник Василий Иванович[латыш.], глава АО «EuroHolding», советник премьер-министра Латвийской Республики по вопросам транзита, сопредседатель Латвийско-российского делового совета, прихожанин кафедрального собора Рождества Христова города Риги[26]

### Литва
Виленская и Литовская епархия
- Митрополит Виленский и Литовский Хризостом (Мартишкин)

1. Протоиерей Василий Афанасьевич Новинский, настоятель Никольского храма города Вильнюс
2. Архимандрит Ермоген (Климов), эконом Виленского Свято-Духова монастыря
3. Попов Александр Павлович, предприниматель, президент ЗАО Форлика города Клайпеда[5], ктитор Иверского храма города Паланга

### Молдавия
Бельцкая и Фэлештская епархия
- Епископ Бельцкий и Фэлештский Маркелл (Михэеску)

1. Протоиерей Пётр Чунчук, секретарь епархиального управления
2. Иеромоанах Никодим (Вулпе), духовник монастырей Бельцкого епархиального управления
3. Суручану Георгий Григорьевич

Единецкая и Бричанская епархия
1. Иерей Адриан Иванович Котеля, секретарь епархии, клирик Свято-Васильевского кафедрального собора города Единец
2. Игумен Патрокл (Поромбак), духовник Свято-Троицкого женского монастыря села Рудь Сорокского района
3. Блынду Сергей Иванович, сотрудник епархиального управления

Кагульская и Комратская епархия
- Епископ Кагульский и Комратский Анатолий (Ботнарь)

1. Иерей Феодор Николаевич Рошка, личный секретарь епископа Анатолия
2. Игумен Диодор (Муржи), клирик Свято-Димитриевского женского монастыря города Чадыр-Лунга, Гагаузия
3. Черней Михаил Иванович, генеральный директор АО «МолдЭлектроМонтаж», декан экономического факультета Молдавского государственного университета

Кишинёвская епархия
- Митрополит Кишинёвский и всея Молдавии Владимир (Кантарян)
- Епископ Хынковский Пётр (Мустяцэ), викарий Кишинёвской епархии

1. Протоиерей Вадим Николаевич Кейбаш, секретарь митрополии
2. Архимандрит Силуан (Шалару), наместник Курковского Рождество-Богородицкого монастыря села Курк Оргеевского района[26], председатель епархиального отдела «Монастыри и монашеская жизнь»
3. Бодян Фёдор Порфирьевич, сотрудник Молдавской митрополии[26]

Тираспольская и Дубоссарская
- Архиепископ Тираспольский и Дубоссарский Юстиниан

1. протоиерей Виталий Владимирович Коваль, благочинный Дубоссарского округа, проректор Духовного училища Тираспольской епархии
2. иеромонах Никодим (Балясников), секретарь Тираспольской епархии
3. Смирнов, Олег Игоревич — депутат Верховного Совета ПМР, председатель совета акционеров ЗАО АКБ «Газпромбанк», председатель Патриотической партии Приднестровья, сын президента республики

Унгенская и Ниспоренская епархия
1. Протоиерей Вячеслав Порфирьевич Шпак, секретарь епархии
2. Игумен Иоанн (Мошнегуцу), наместник Свято-Успенского Гербовецкого монастыря
3. Роговский, Дмитрий Григорьевич

### Нидерланды
Гаагская и Нидерландская епархия
1. Протоиерей Григорий Павлович Красноцветов, настоятель храма во имя благоверного князя Александра Невского в городе Роттердам, секретарь Гаагско-Нидерландской епархии
2. Архимандрит Никон (Якимов), настоятель храма во имя равноапостольной Марии Магдалины в городе Гаага
3. Фоогд Алёна Алексеевна, регент Свято-Никольского храма в Амстердаме

### Узбекистан, Киргизия, Таджикистан
Ташкентская и Среднеазиатская
- Митрополит Ташкентский и Среднеазиатский Владимир (Иким)

1. Протодиакон Олег Владимирович Добрыгин, клирик Успенского кафедрального собора города Ташкент
2. Иеромонах Нектарий (Блинов), насельник Свято-Троице-Георгиевского мужского монастыря города Чирчик, временный и. о. настоятеля храма Праведного Иова Многострадального города Ургенча
3. Дорофеев Роман Викторович, проректор Ташкентской духовной семинарии

### Франция, Швейцария, Италия, Испания, Португалия
Корсунская епархия
- Архиепископ Корсунский Иннокентий (Васильев)

1. Игумен Нестор (Сиротенко), настоятель Трёхсвятительского храма города Парижа, благочинный приходов во Франции[26]
2. Иеромонах Александр (Синяков), секретарь епархии по связям с общественностью, прессой и религиозными организациями, ректор Русской духовной семинарии в Париже[26]
3. Анисимова Екатерина Владимировна, благотворитель, супруга бизнесмена Василия Анисимова[74], член церковного совета Воскресенского прихода в Цюрихе, Швейцария

### Эстония
Эстонская Православная Церковь
- Митрополит Таллинский и всея Эстонии Корнилий (Якобс)

1. Протоиерей Николай Иванович Головастиков[75], настоятель храма великомученицы Екатерины в городе Пярну, член Синода ЭПЦ МП[76]
2. Иеромонах Константин (Новгородцев), настоятель храма во имя святителя Николая деревни Яама волости Иллука
3. Мянник Сергей Юрьевич, заместитель начальника отдела обслуживания воздушного движения Аэронавигационной службы Эстонии, член Синода Эстонской православной церкви, иподиакон[26]

### Япония
Токийская епархия
- Митрополит Токийский и всей Японии Даниил (Нусиро)

1. Священник Димитрий Дзинъити Танака, священнослужитель кафедрального Воскресенского собора (Николай-до) в Токио, помощник администратора внешних церковных связей Митрополичьего совета
2. Иеромонах Герасим (Шевцов), настоятель монашеской общины при кафедральном соборе в Токио
3. Николай Оджима, председатель приходского совета кафедрального Воскресенского собора в Токио, член административного управления Митрополичьего совета

Сендайская и Восточно-Японская епархия
- Епископ Сендайский Серафим (Цудзиэ)

1. Иерей Климент Кодама Синъити, настоятель Благовещенского собора Сендая, секретарь Сендайской епархии
2. Николай Ямада, председатель приходского совета кафедрального Благовещенского собора в Сендае

Киотоская и Западно-Японская епархия
1. Иерей Иоанн Оно Садахару[8], настоятель Благовещенского кафедрального собора в Киото
2. Михаил Сато, член финансовой комиссии Киотосской епархии

## РПЦЗ
Восточно-Американская и Нью-Йоркская епархия
- Митрополит Восточно-Американский и Нью-Йоркский Иларион (Капрал)
- Епископ Мейфильдский Георгий (Шейфер), викарий Восточно-Американской епархии
- Епископ Манхэттенский Иероним (Шо), викарий Восточно-Американской епархии
- Епископ Ирийский Даниил (Александров), викарий Председателя Архиерейского Синода РПЦЗ по окормлению единоверцев

1. Протоиерей Алексий Петрович Охотин, настоятель Благовещенского храма в Нью-Йорке
2. Архимандрит Лука (Мурьянка), настоятель Свято-Троицкого монастыря в Джорданвилле и ректор Свято-Троицкой духовной семинарии при нём
3. Слободской Алексей Серафимович, прихожанин Свято-Серафимовского храма в городе Си-Клиф, Нью-Йорк

Чикагская и Средне-Американская епархия
- Архиепископ Чикагский и Средне-Американский Алипий (Гаманович)
- Епископ Кливлендский Пётр (Лукьянов), управляющий Чикагской и Средне-Американской епархией

1. Протоиерей Андрей Николаевич Папков[77], ключарь Покровского собора города Чикаго
2. Архимандрит Иоанн (Маграмм), настоятель Воскресенского скита в городе Фрайдли, штат Миннесота
3. Уртьев Андрей Павлович, казначей епархии, чтец[78]

Сан-Францисская и Западно-Американская епархия
- Архиепископ Сан-Францисский и Западной Американский Кирилл (Дмитриев)
- Епископ Сиэтлийский Феодосий (Иващенко), викарий Западно-Американской епархии

1. Протоиерей Александр Аркадьевич Лебедев[79], настоятель Спасо-Преображенского собора в Лос-Анджелесе, благочинный Южного округа[80]
2. от монашествующих был избран епископ Феодосий (Иващенко) в силу недостаточного владения прочими монахами русским языком
3. Каракозов Пётр Александрович, иподьякон архиепископа Сан-Францисского и Западно-Американского, делопроизводитель епархии[81], прихожанин кафедрального собора города Сан-Франциско

Монреальская и Канадская епархия
- Епископ Монреальский и Канадский Гавриил (Чемодаков)

1. Протоиерей Владимир Мальченко[82], настоятель Свято-Троицкого собора города Торонто[83]
2. от монашествующих представителя не было[источник не указан 3386 дней]
3. Милославский Юрий Георгиевич, писатель, публицист, управляющий делами канцелярии епархии

Берлинская и Германская епархия
- Архиепископ Берлинский и Германский Марк (Арндт)
- Епископ Штутгартский Агапит (Горачек), викарий Германской епархии

1. Протоиерей Николай Артёмов, ключарь кафедрального собора в честь Новомучеников и Исповедников Российских города Мюнхена[26]
2. Игумен Евфимий (Логвинов), насельник монастыря Преподобного Иова Почаевского города Мюнхена[26]
3. Горачек Михаил Владимирович, староста храма во имя святителя Николая города Франкфурта-на-Майне[26]

Великобританская и Ирландская епархия
1. Иерей Питер Болк, клирик Собор Успения Пресвятой Богородицы и святых Царственных мучеников в Лондоне
2. Макленаган Вера Александровна[Прим. 7], староста Собора Успения Пресвятой Богородицы и святых Царственных мучеников в Лондоне[84]

Женевская и Западно-Европейская епархия
- Епископ Женевский и Западно-Европейский Михаил (Донсков)

1. Протоиерей Павел Николаевич Цветков, ключарь Крестовоздвиженского собора в Женеве
2. Епископ Амвросий (Кантакузен), епископ на покое
3. Ле Каро Бернард Петрович, член епархиального совета и член рабочей группы для рассмотрения вопроса о почитании новомучеников, прославленных Русской Зарубежной Церковью

Южно-Американская епархия
- Епископ Каракасский Иоанн (Берзинь), управляющий приходами Русской Зарубежной Церкви в Южной Америке

1. Протоиерей Владимир Николаевич Скалон, настоятель Воскресенского кафедрального собора в городе Буэнос-Айрес
2. Андрушкевич Игорь Николаевич, журналист, общественный деятель, прихожанин Воскресенского кафедрального собора в городе Буэнос-Айрес

Сиднейская и Австралийско-Ново-Зеландская епархия
1. Протоиерей Михаил Алексеевич Протопопов, настоятель Успенского храма в городе Данденонг, благочинный штата Виктория
2. Игумения Анна (Карыпова), настоятельница Введенского женского скита в Bungarby
3. Протодиакон Александр Григорьевич Котляров, протодиакон Петро-Павловского кафедрального собора в городе Сидней

## Китайская Автономная Православная Церковь
1. Протоиерей Алексий Владимирович Киселевич, настоятель православной общины святителя Николая в городе Шанхай
2. Папий Фу Силян, чтец-алтарник православной общины святителя Николая в городе Шанхай

## Делегаты от Патриарших приходов
1 — делегаты от духовенства, 2 — делегаты от мирян
Патриаршие приходы в Канаде
- Епископ Каширский Иов (Смакоуз), викарий Московской епархии, управляющий Патриаршими приходами в Канаде

1. Иерей Димитрий Фёдорович Север, настоятель Свято-Покровского прихода в городе Оттава
2. Пыжова Татьяна Михайловна, казначей прихода Покрова Пресвятой Богородицы в Оттаве, ответственная за сотрудничество Патриарших приходов с дипломатическими учреждениями, русскими общественными и культурными организациями в Канаде[26]

Патриаршие приходы в США
- Епископ Зарайский Меркурий (Иванов), викарий Московской епархии, управляющий Патриаршими приходами в США

1. Протоиерей Александр Александрович Абрамов, секретарь представительства Московского Патриархата в США, Свято-Николаевский Патриарший собор города Нью-Йорк
2. Андреев Андрей Феликсович, прихожанин Свято-Николаевского Патриаршего собора города Нью-Йорк

Патриаршие приходы в Скандинавских странах
1. Протоиерей Виктор Владимирович Лютик, представитель РПЦ в Финляндии, настоятель Покровского храма города Хельсинки
2. Никонова Юлия Александровна, регент-псаломщик Сергиевского прихода города Стокгольма

Патриаршие приходы в Италии
1. Игумен Филипп (Васильцев), секретарь управляющего приходами Русской православной церкви в Италии, клирик храма Святой Великомученицы Екатерины города Рима[26]
2. Гусева Наталья Константиновна, староста прихода храма Рождества Пресвятой Богородицы города Пескара, провинция Абруццо

Патриаршие приходы в Туркмении
- Епископ Бронницкий Феофилакт (Курьянов), викарий Московской епархии, управляющий приходами Патриаршего благочиния в Республике Туркменистан

1. Иерей Александр Николаевич Варламов, настоятель Михайло-Архангельского храма города Туркменбаши
2. Аширов Герман Дурдымухамедович, официальный представитель авиакомпании «Трансаэро» в Туркменистане

## Участники собора, вошедшие в Президиум, Секретариат, Мандатную и Редакционную и Счётную комиссии
В начале работы делегаты избрали Президиум Поместного Собора, после чего По предложению Архиерейского Собора, который прошёл 25 января, делегаты также избрали Секретариат Собора, членов счётной, мандатной и редакционной комиссий.

### Президиум Поместного Собора
- митрополит Смоленский и Калининградский Кирилл (Гундяев), Местоблюститель Патриаршего престола — председатель;
- митрополит Киевский и всея Украины Владимир (Сабодан);
- митрополит Токийский и всея Японии Даниил (Нусиро);
- митрополит Санкт-Петербургский и Ладожский Владимир (Котляров);
- митрополит Минский и Слуцкий Филарет (Вахромеев), Патриарший экзарх всея Беларуси;
- митрополит Крутицкий и Коломенский Ювеналий (Поярков);
- митрополит Калужский и Боровский Климент (Капалин), управляющий делами Московской Патриархии;
- митрополит Кишинёвский и всея Молдовы Владимир (Кантарян);
- митрополит Восточно-Американский и Нью-Йоркский Иларион (Капрал);
- митрополит Рижский и всея Латвии Александр (Кудряшов);
- митрополит Таллинский и всея Эстонии Корнилий (Якобс);
- архиепископ Корсунский Иннокентий (Васильев);
- архиепископ Белоцерковский и Богуславский Митрофан (Юрчук).

### Секретариат Поместного Собора
- митрополит Калужский и Боровский Климент (Капалин), секретарь Поместного Собора
- протоиерей Димитрий Смирнов, председатель Синодального отдела по взаимодействию с Вооружёнными Силами и правоохранительными учреждениями;
- Иван Николаевич Судоса, начальник Протокольного отдела Санкт-Петербургской епархии, делегат от мирян Санкт-Петербургской епархии

### Мандатная комиссия
- архиепископ Хустский и Виноградовский Марк (Петровцы), председатель
- епископ Гродненский и Волковысский Артемий (Кищенко)
- епископ Монреальский и Канадский Гавриил (Чемодаков)
- епископ Барнаульский и Алтайский Максим (Дмитриев)
- епископ Гатчинский Амвросий (Ермаков), викарий Санкт-Петербургской епархии;
- протоиерей Александр Ганаба, делегат от Московской епархии, секретарь Московского епархиального управления, настоятель Троицкого собора города Подольска;
- протоиерей Ростислав Снегирёв, делегат от духовных семинарий, преподаватель Калужской духовной семинарии;
- игумен Серафим (Бидеев), делегат от монашествующих Бакинской и Прикаспийской епархии, настоятель Михайло-Архангельского храма города Баку;
- Елена Васильевна Полянская, делегат от Смоленской и Калининградской епархии, ректор Смоленского межъепархиального духовного училища.

### Редакционная комиссия
- архиепископ Костромской и Галичский Александр (Могилёв), председатель
- архиепископ Тираспольский и Дубоссарский Юстиниан (Овчинников)
- архиепископ Полоцкий и Глубокский Феодосий (Бильченко)
- архиепископ Белоцерковский и Богуславский Митрофан (Юрчук)
- епископ Бакинский и Прикаспийский Александр (Ищеин)
- епископ Венский и Австрийский Иларион (Алфеев)
- епископ Кливлендский Пётр (Лукьянов), Русская Зарубежная Церковь;
- протоиерей Александр Лебедев, делегат от Сан-Францисской епархии Русской Зарубежной Церкви;
- протоиерей Всеволод Чаплин, член Комиссии по подготовке Поместного Собора Русской Православной Церкви, заместитель председателя Отдела внешних церковных связей Московского Патриархата;
- иеромонах Савва (Тутунов), член Комиссии по подготовке Поместного Собора Русской Православной Церкви, преподаватель МДАиС;
- игуменья Стефания (Бандура), делегат от Владимир-Волынской епархии, настоятельница Святогорской Зимненской обители;
- Сергей Юрьевич Мянник, делегат от Эстонской Православной Церкви Московского Патриархата;
- Леонид Григорьевич Панин, делегат от Новосибирской епархии, профессор, декан филологического факультета НГУ.

### Счётная комиссия
- митрополит Екатеринодарский и Кубанский Исидор (Кириченко)
- архиепископ Берлинско-Германский и Великобританский Марк (Арндт) — вице-председатель;
- архиепископ Можайский Григорий (Чирков), викарий Московской епархии;
- архиепископ Корсунский Иннокентий (Васильев)
- архиепископ Вышгородский Павел (Лебедь), викарий Киевской митрополии;
- архиепископ Петропавловский и Камчатский Игнатий (Пологрудов);
- епископ Тамбовский и Мичуринский Феодосий (Васнев);
- епископ Даугавпилсский Александр (Матрёнин), викарий Рижской митрополии;
- епископ Петергофский Маркелл (Ветров), викарий Санкт-Петербургской епархии;
- епископ Бельцкий и Фэлештский Маркелл (Михэеску);
- епископ Бобруйский и Быховский Серафим (Белоножко);
- епископ Белгород-Днестровский Алексий (Гроха), викарий Одесской епархии,
- архимандрит Тихон (Зайцев), начальник Русской духовной миссии;
- архимандрит Назарий (Лавриненко), наместник Александро-Невской лавры, делегат от Санкт-Петербургской епархии;
- протоиерей Владимир Диваков, член Комиссии по подготовке Поместного Собора, руководитель общего отдела, заведующий канцелярией Московской Патриархии;
- протодиакон Владимир Назаркин, член Комиссии по подготовке Поместного собора, руководитель Службы Патриаршего протокола;
- игуменья Маргарита (Феоктистова), настоятельница Новодевичьего монастыря;
- Марина Викторовна Богомолова, делегат от Калужской епархии, сотрудник епархиального Информационно-издательского центра, редактор православной молодёжной газеты «Вера молодых».